# Brüddewarden
Brüddewarden ist als Bauerschaft ein Ortsteil von Burhave in der Gemeinde Butjadingen im Landkreis Wesermarsch.

## Geschichte
Brüddewarden ist ein Wurtendorf und heute Teil von Waddens. Die erste Erwähnung Brüddewardens war 1565. Zur Bauerschaft Brüddewarden gehören Waddenser/Brüddewarder Wisch, Oegens, Eiland, Waddenser Mitteldeich und Waddenserdeich. Bei Oegens fand 1499 eine verlustreiche Schlacht zwischen dem Grafen Johann V. von Oldenburg und den Butjadingern sowie deren verbündeten Friesen aus dem Land Wursten statt. Die Butjadinger und ihre Verbündeten hatten etwa 250 Tote zu beklagen.

## Demographie
| Jahr | Einwohner |
| ---- | --------- |
| 1793 | 147       |
| 1815 | 158       |
| 1855 | 212       |
| 1895 | 199       |
| 1925 | 174       |
| 1950 | 345       |
| 1961 | 251       |
| 1970 | 208       |